# 日本サッカー狂会
日本サッカー狂会（にほんサッカーきょうかい）は、日本最古のサッカー日本代表のサポーター組織である。

## 概要
1962年12月にディナモ・モスクワとスウェーデン選抜を招待して後楽園競輪場で行われた第1回三国対抗の際に「静かなスタンドに活気を与え、日本チームを応援しよう」と日本住宅公団サッカー部の池原謙一郎が中心となり、仲間を募ったのが始まりである。同月9日に後楽園競輪場で行われた日本代表対スウェーデン選抜の試合の際に「愛知のサッカー和尚」として有名であった鈴木良韶が
という横断幕を持参した事から正式に「日本サッカー狂会」と名乗るようになった。この日本代表対スウェーデン選抜戦が、当時まだ30代前半だった長沼健監督&岡野俊一郎コーチ・コンビのデビュー戦であった。幹事長には池原が就任し会則が作られ、1965年には鈴木の編集によるガリ版刷りの会報『Football』が発行された。会報の発行を通じて全国の会員の交流が行われ、サッカー情報の少ない時代において相互の情報交換とサッカー界への提言の場となった。
会員達は国立競技場のバックスタンド中央の19番ゲート付近を観戦場所として、その後もワールドカップ予選やオリンピック予選等の国際試合の際には、独自の横断幕の掲示やチャントで会場を盛り上げてきた（後述）。また1980年代初頭からは国外への応援ツアーを独自に企画し多くの会員が応援に駆けつけた。会員数は100人強で推移してきたが1985年に行われたFIFAワールドカップアジア予選での日本代表の好成績もあって増加し、1980年代末には250人程となった。当時の狂会には池原のような有識者や元代表選手などのサッカー経験者、サッカージャーナリストに転身する者など多様なメンバーが所属していた。

## 応援方法
当初は「三三七拍子」や「日本」の連呼など試行錯誤を続けた が、1966年のワールドカップ・イングランド大会記録映画「GOAL」の中でイングランドサポーターによって行われた「イングランド・チャチャチャ」のチャントをモデルに「ニッポン・チャチャチャ」のチャントを取り入れた。1968年5月のイングランドのアーセナルFCとの親善試合で初めて導入されると、次第に応援として定着し、1979年に日本で開催されたFIFAワールドユース選手権ではスタジアム全体の応援に波及するに至った。
この「ニッポン・チャチャチャ」のチャントは他のスポーツでも模倣され、1981年11月13日に宮城県スポーツセンターで行われたFIVBワールドカップ第5戦のアメリカ戦以降、バレーボールの応援としても定着した。その後もバレーボールのテレビ中継を通じて広く知られる様になり「ニッポン・チャチャチャはバレーボールの応援」と誤解されるようになったという。
1977年に『サッカーマガジン』の読者公募により選ばれた「幸せなら手を叩こう」なども使用された。

## その後
1980年代後半になると若手メンバーの植田朝日ら一部の会員がゴール裏で応援を始め専門誌で「ゴール裏の新人類」として紹介されるようになった。また1990年には萩本良博が中心となり当時の日本代表監督の横山謙三（兼三）の解任を求める抗議活動を展開した。彼らは1992年のアジアカップの際には狂会とは質や量の面でも比較にならない規模の応援 を行うようになり、翌1993年にウルトラス・ニッポンと名乗ることになった。
1990年代に入りJリーグ発足などの日本サッカー界を取り巻く状況の変化から従来の活動を継続することは困難になり「狂会の発展的解消」が検討され1995年に「旧日本サッカー狂会」の解散と「新狂会」の結成を発表した。その後も規模を縮小しながら活動しており、鈴木の編集による会報は発行を続けている。

## 主な会員
- 池原謙一郎 - 造園家、環境デザイナー
- 鈴木良韶 - 住職
- 牛木素吉郎 - サッカージャーナリスト
- 後藤健生 - サッカージャーナリスト
- 田村修一 - サッカージャーナリスト
- 黒田和生 -  サッカー指導者
- 松本育夫 - 元サッカー選手、サッカー指導者